# エンターキー

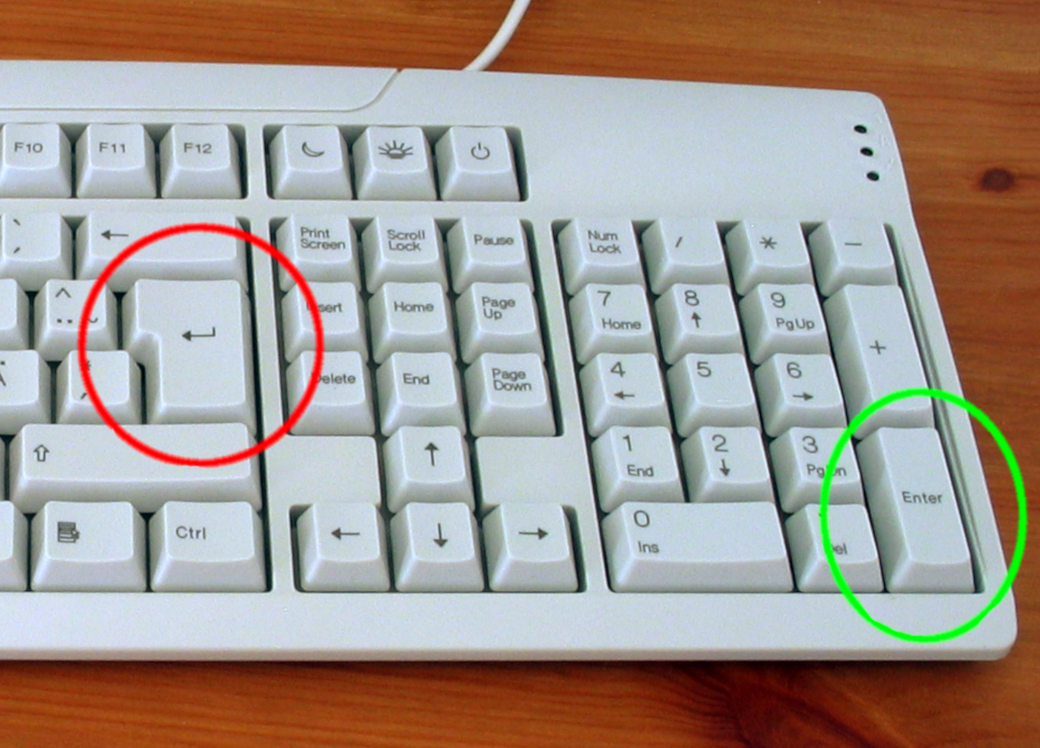
メインキー側のエンターキーまたはリターンキー（左の赤丸）と、テンキー側のエンターキー（右の緑丸）

エンターキー（Enterキー、入力キー、実行キー、英語: enter key）またはリターンキー（Returnキー、改行キー、英語: return key）は、コンピュータ用のキーボードのキーの一つ。キートップには通常は改行マークか、「Enter」または「Return」の文字、あるいは改行マークと文字の両方が刻印されている。通常はコマンドラインやダイアログボックスなどではコンピュータへの入力（決定、送信）、文書作成などでは改行などに使われる。

## 名称
初期は「リターンキー」（改行キー）と呼ばれる事が多かったが、現在は「エンターキー」（入力キー、実行キー）と呼ばれる場合が多い。またメインキーの側とテンキーの側で呼び分けたり使い分ける場合もある。
キーボードのモデルとなった英文タイプライターにおいては、一定の文字を打ち込んだ後、リターンキーを叩くと文字を打ち込む部分が行の先頭に戻るようになっており、これを操作終了の確認に叩く形としたのがこのキーである。
初期のパーソナルコンピュータやワークステーションの刻印では「RETURN」が多数派（Apple II、PC-8801、FM-8、MSX、VT-100など）で、「ENTER」は少数派（TRS-80など）である 。
Microsoft Windowsが普及する前の1980年代後半からの約10年、日本で圧倒的なシェアを誇っていた日本電気のPC-9800シリーズでは、「RETURN」とも「ENTER」とも記されておらず、記号のみだった。
しかし、IBM PC（「ENTER」の刻印はPC/AT前期の84キーボード以降）およびPC/AT互換機の普及で「Enter」が主流となった。
ただしMac (コンピュータ)Mac用の大半のキーボードや、PC/AT互換機用の一部のキーボードでは、メインキーの方を「Return」、テンキーに付属する方を「Enter」と呼び分ける。（生成するスキャンコードも異なるので使い分ける場合もある。）
また上記とは全く別に、一部のワープロ専用機、端末、ワークステーションには実行キー（「Execution」や「Action」など）が存在し、現在の101キーボード系では右側のコントロールキーで兼用している。従って単に「実行キー」と呼ぶと紛らわしい場合がある。

## 概要
歴史的には「エンターキー」と「改行キー」は異なるが、現在のPC/AT互換機では大半の環境で同一の動作をするため、通常は同一のキーと思って良い。ただしアプリケーションによっては異なる動作をすることがある（後述）。
エンターキーは通常、コマンドラインの環境ではコマンドの入力（実行）となり、テキストエディタやワープロソフトなどの環境では改行(carriage return)となる。アプリケーションによっては改行の場合はリターン記号（⏎）（下および左向きの矢印）が画面に表示され、リターン記号は改行キー（リターンキー）のシンボルともなっている。
エンターキーは通常、メインキーの右側中央とテンキーの右下に配置される。メインキーの側は改行マークのみ、「Enter」または「Return」または「改行」の文字、あるいはリターン記号（⏎）と文字が刻印され、形状は英語キーボードでは横一文字、多国語キーボードや日本語キーボードでは逆L字型をしているものが多い。テンキーの側は「Enter」と文字が刻印され、縦一文字のものが多い。

## 主な用途

### Windows
Windowsに付属する「電卓」などでは、テンキー側のエンターキーは「=」（イコール）ボタンの働きをする。
画面やウィンドウでデフォルトのボタンがハイライトされている場合は、ユーザーはそのボタンを押す代わりに、単にエンターキーを押しても同じ結果になる。
現在のワープロソフトなどでは、エンターキーを押すと段落が終了し次の段落が始まる。段落間の間隔は段落のスタイルで設定できるが、段落の間隔を空けるために何回も改行したり沢山のブランク（スペース、空白文字）を入れてしまう人もいる。反対にプレーンテキストファイルで段落間の間隔を空けるには改行が一般的である。

### Mac
いくつかのキーボードレイアウトとオペレーティングシステムでは、エンターキーとリターンキーは全く別の2つのキーである。Macでは、メインキーにリターンキーがあり、テンキーにエンターキーがある。
例えばAdobe Photoshopのテキストツールを使用する際にはリターンキーでは改行するが、エンターキーでは編集モードを終了する。Macintosh Programmer's Workshopではこの配置を利用して「ワークシート」と呼ばれる編集に便利なコマンドライン環境が作られている。リターンキーは厳密に改行のみ、エンターキーはシェルコマンドなどの実行に使用される。技術的には、Macキーボードにおけるリターンキーは改行コードCRに対応し、エンターキーはLFに対応している。

## 参照
1. ↑  PFU キーボードコレクション